# Pradettes
Pradettes – miejscowość i gmina we Francji, w regionie Oksytania, w departamencie Ariège.
Według danych na rok 1990 gminę zamieszkiwały 42 osoby, a gęstość zaludnienia wynosiła 12 osób/km² (wśród 3020 gmin regionu Midi-Pyrénées Pradettes plasuje się na 1021. miejscu pod względem liczby ludności, natomiast pod względem powierzchni na miejscu 1611.).